# Jordi Esteva
Jordi Esteva (Barcelona, 1951) és un escriptor i fotògraf català.
Entre els anys 1987 i l'estiu de 1993 fou redactor en cap i director d'art de la revista Ajoblanco. Apassionat de les cultures orientals i africanes, els ha dedicat la major part de la seva tasca periodística i fotogràfica. Ha dedicat treballs als oasis d'Egipte, a la medina de Marràqueix, a l'arquitectura de l'Atles marroquí, també a la cultura animista africana a la qual el 2011 va dedicar un film documental. El 2012 va guanyar el premi de Literatura de Viatges 'Camino del Cid' per l'obra Socotra, la isla de los genios.

## Obra
Llibres
- Los oasis de Egipto. Barcelona: Lunwerg, 1995.
- Fortalezas de barro en el sur de Marruecos. Madrid: Compañia Literaria, 1996
- Mil y una voces. Madrid: Ed. Aguilar, 1988.
- Viaje al país de las almas. València: Pre-Textos, 1999.
- Els àrabs del mar. Figueres: Brau, 2008.[4]
- Socotra, la isla de los genios. Vilaür: Atalanta, 2011.

Documentals
- Retorno al país de las almas, 2011